# Войнишки паметник (Завала)
Войнишкият паметник в село Завала, област Перник е издигнат в памет на загиналите в Балканската, Междусъюзническата, Първата и Втората световни войни.
Паметикът е издигнат през 1995 г. от местните жители. Изграден е от бетон и има формата на четиристенна пирамида. На лицевата страна на паметника са изписани имената на загиналите: Андрей П. Гьорев, Андрей Г. Цветков, Асен Я. Пейчев, Велизар М. Гълъбов, Захари Х. Пенков, Пенко М. Пепелянов, Тако Т. Гоцев, Янко Г. Маринов и Никифор А. Минков.